# Zaid Hearst
Zaid Christopher Hearst-Okpalannaka (Silver Spring, 14 febbraio 1993) è un cestista statunitense con cittadinanza nigeriana.